# کلودیا تانر
کلودیا تانر (انگلیسی: Klaudia Tanner؛ زادهٔ ۲ مهٔ ۱۹۷۰) سیاست‌مدار اهل اتریش است، که هم‌اکنون به‌عنوان وزیر دفاع اتریش فعالیت می‌کند.